# Thraulus bishopi
Thraulus bishopi är en dagsländeart som beskrevs av Peters och Hung Pin Tsui 1972. Thraulus bishopi ingår i släktet Thraulus och familjen starrdagsländor. Inga underarter finns listade i Catalogue of Life.